# Голяма гургулица
Голяма гургулица (Streptopelia orientalis) е вид птица от семейство Гълъбови (Columbidae).

## Разпространение
Видът е разпространен в Афганистан, Бангладеш, Бутан, Виетнам, Индия, Иран, Камбоджа, Китай, Казахстан, Киргизстан, Лаос, Монголия, Мианмар, Непал, Пакистан, Русия, Северна Корея, Таджикистан, Тайланд, Туркменистан, Узбекистан, Хонконг, Южна Корея и Япония.